# Paracortina
Paracortina – rodzaj dwuparców z rzędu Callipodida i rodziny Paracortinidae. Obejmuje 13 opisanych gatunków. Znane są z południowych Chin i północnego Wietnamu.

## Morfologia i zasięg

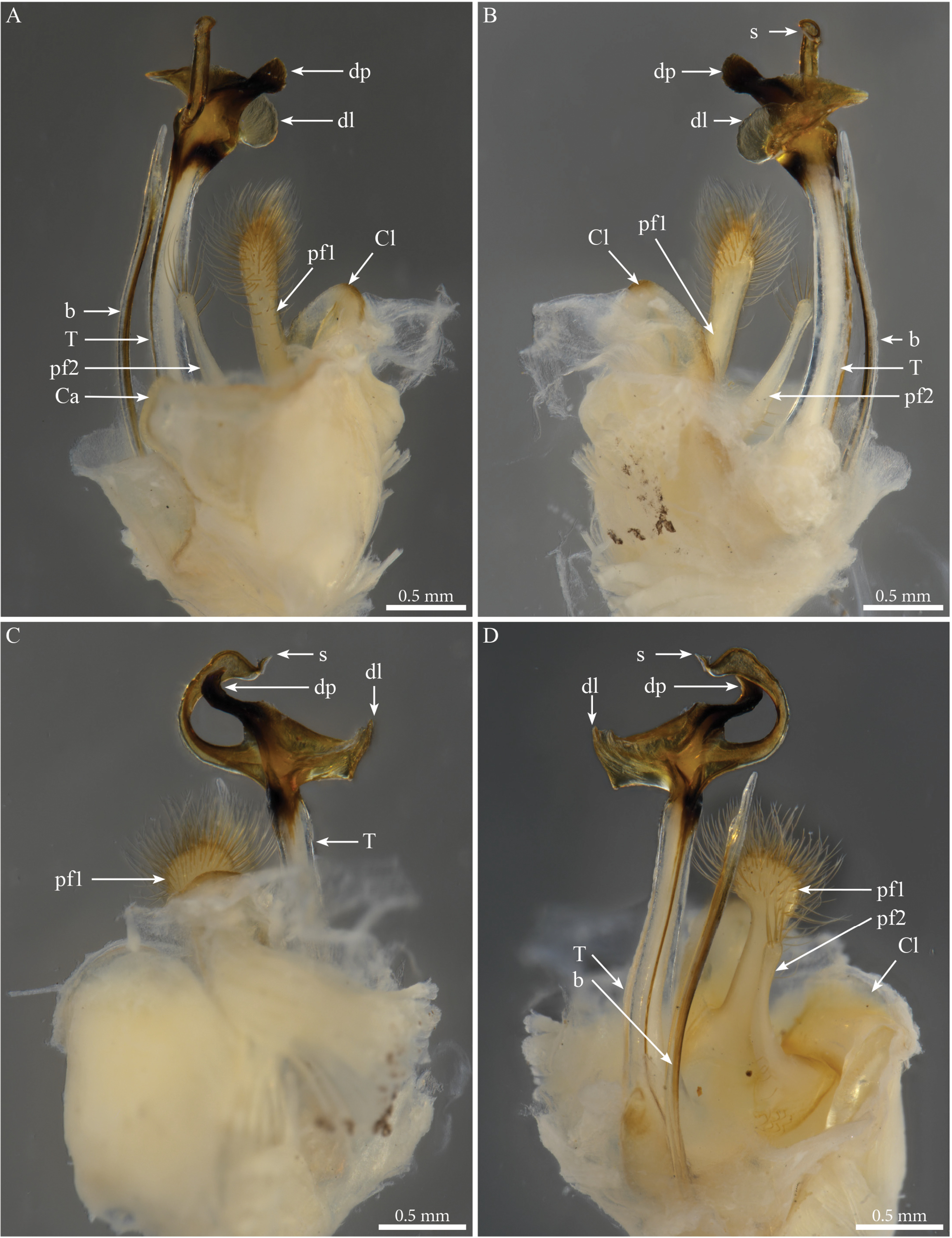
Prawy gonopod Paracortina kabaki. A: widok przedni, B: widok tylny, C: widok boczny, D: widok odśrodkowy, Ca: płat przedni biodra, Cl płat boczny biodra, b: wyrostek dośrodkowy biodra, pf1 i pf2: wyrostki prefemoroidalne, T: telopodit, dl: odsiebna blaszka telopoditu, dp: pośrodkowy wyrostek odsiebnej części telopoditu, s: solenomer

Wije o ciele walcowatym, wydłużonym, przeciętnych jak na przedstawicieli rzędu rozmiarów. Czułki i odnóża są smukłe i wydłużone, zwłaszcza u form jaskiniowych (troglomorficznych). Głowa samców niektórych gatunków odznacza się obecnością wyrostka lub nabrzmiałości na ciemieniu. U niektórych gatunków obserwuje się zwiększenie liczby pleurotergitów, najsilniej wyrażone u P. multisegmentata, która ma ich 85. Samiec ma ósmą parę odnóży zmodyfikowaną w gonopody. W przeciwieństwie do Scotopetalum mają one duże wyrostki prawie szablaste bioder (processus coxalis subfalcalis) po stronie przednio-środkowej. Od rodzaju Crassipetalum różnią się znacznie mniejszymi wyrostkami prefemoroidalnymi oraz krótszymi, nie przekraczającymi połowy długości telopoditu wyrostkami szablastymi bioder. U P. multisegmentata telopodity krzyżują się w częściach nasadowych, u pozostałych gatunków ich trzony są natomiast równoległe.

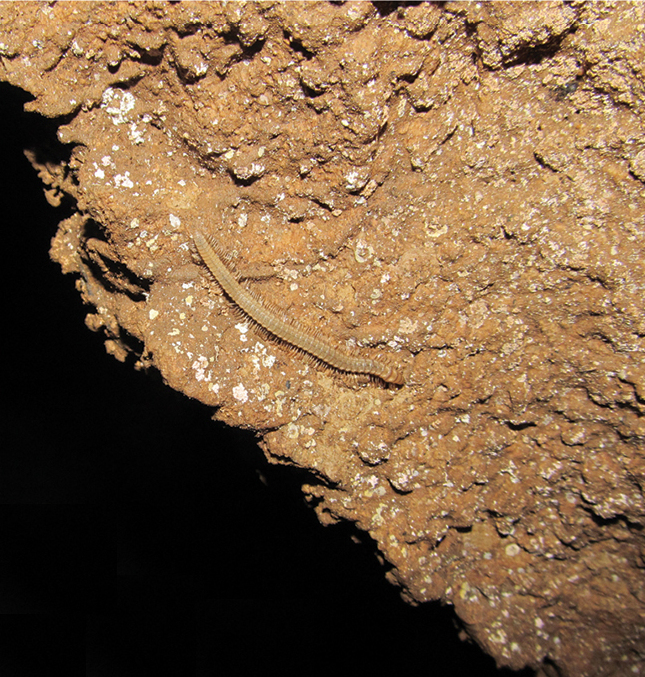
Paracortina yinae w środowisku naturalnym

Znany zasięg rodzaju ograniczony jest do południowych Chin i północnego Wietnamu. W tych pierwszych obejmuje Tybet, Syczuan, Kuejczou, Junnan i Kuangsi, w tym drugim prowincje Cao Bằng i Thanh Hóa.

## Taksonomia
Takson ten wprowadzony został w 1993 roku przez Wang Daqinga i Zhang Chongzhou na łamach „Peking National History Museum Memoirs”. Gatunkiem typowym wyznaczony została P. leptoclada. W tej samej publikacji opisane zostały rodzaje Altum i Relictus. W 1996 roku Wang Daqing obniżył rangę Altum i Relictus do podrodzajów w obrębie Paracortina. W 2000 roku Wiliam A. Shear opisał podobnego do Paracortina Scotopetalum. W 2004 roku Pavel Stoev i Jean-Jacques Geoffroy dokonali na łamach „Acta Arachnologica” przeglądu przedstawicieli rodziny Paracortinidae i w jego ramach zsynonimizowali Altum, Relictus i Scotopetalum z Paracortina. W 2023 roku Nesrine Akkari, Oliver Macek i Pavel Stoev opublikowali na łamach „ZooKeys” rewizję rodziny podając nową jej diagnozę, wyodrębniając nowy rodzaj oraz przywracając ważność Scotopetalum.
Do rodzaju tego zalicza się 13 opisanych gatunków:
- Paracortina asciformis Akkari et Stoev, 2023
- Paracortina carinata (Wang et Zhang, 1993)
- Paracortina kabaki Akkari et Stoev, 2023
- Paracortina kyrang Nguyen, Stoev, Nguyen et Vu, 2023
- Paracortina leptoclada Wang et Zhang, 1993
- Paracortina multisegmentata Stoev et Geoffroy, 2004
- Paracortina serrata (Wang et Zhang, 1993)
- Paracortina stimula (Wang et Zhang, 1993)
- Paracortina thallina (Wang et Zhang, 1993)
- Paracortina viriosa (Wang et Zhang, 1993)
- Paracortina voluta Wang et Zhang, 1993
- Paracortina yinae Liu et Tian, 2015
- Paracortina zhangi Liu et Tian, 2015